# Essen (Oldenburg)
Essen (Oldenburg) – gmina samodzielna (niem. Einheitsgemeinde) w Niemczech, w kraju związkowym Dolna Saksonia w powiecie Cloppenburg.

## Współpraca
Miejscowość partnerska:
- Essen, Belgia